# Dernekpazarı
Dernekpazarı ist eine Stadtgemeinde (Belediye) im gleichnamigen Ilçe (Landkreis) der Provinz Trabzon und gleichzeitig eine Gemeinde der 2012 geschaffenen Büyükşehir belediyesi Trabzon (Großstadtgemeinde/Metropolprovinz Trabzon). Seit der Gebietsreform 2013 ist die Gemeinde flächen- und einwohnermäßig identisch mit dem Landkreis. Das Stadtlogo weist die Jahreszahl 1953 auf, dies könnte ein Hinweis auf die Erhebung zur Gemeinde (Belediye) sein.
Dernekpazarı hat keine äußeren Grenzen zu anderen Provinzen, ist also ringsum von Stadtbezirksgemeinden umgeben. Der Fluss Solaklı Çayı durchfließt Dernekpazarı in nördlicher Richtung. Die Gemeinde ist die bevölkerungsärmste der Provinz, kann aber auf eine halbmittlere Bevölkerungsdichte (44,4 Einw. je km²) verweisen.
Ursprünglich gehörte Dernekpazarı zum Kreis Of und wechselte 1948 als eigener Bucak zum neugebildeten Kreis Çaykara. Schließlich wurde Dernekpazarı durch das Gesetz Nr. 3644 ebenfalls ein eigenständiger Kreis.
(Bis) Ende 2012 bestand der Landkreis aus der Kreisstadt und zehn Dörfern (Köy), die während der Verwaltungsreform 2013 in Mahalle (Stadtviertel, Ortsteile) überführt wurden, die Anzahl der Mahalle stieg somit um 10 auf 14. Den Mahalle steht ein Muhtar als oberster Beamter vor. Ende 2020 lebten durchschnittlich 282 Menschen in jedem dieser Mahalle, mit 695 Einwohnern war Gülen der bevölkerungsreichste.